# Rotbrusttinamu

Verbreitungsgebiet des Rotbrusttinamus

Der Rotbrusttinamu (Crypturellus variegatus), Syn. Tetrao variegatus ist eine Vogelart aus der Familie der Steißhühner (Tinamidae).
Der Vogel kommt von Kolumbien bis Venezuela, Guyana, Nordbolivien und Brasilien im Amazonasbecken vor.
Der Lebensraum umfasst tropischen oder subtropischen Wald und Dickicht, Lichtungen, bevorzugt Terra Firme meist von 100 bis 1300 m Höhe. Das Habitat überschneidet sich mit dem des Großtinamus (T. major) und Weißkehltinamus (T. guttatus).
Der Artzusatz kommt von lateinisch variare ‚variieren, unterschiedlich sein‘.

## Merkmale
Die Art ist 25–31 cm groß und wiegt 310–365 (Männchen) beziehungsweise 354–423 g (Weibchen). Sie wird leichter gehört als gesehen. Charakteristisch sind die dunkle Kopfkappe, die kleine weiße Kehle, die hellen gelben Beine und die farbig und kräftig gebänderte Unterseite.
Kopf und Nacken sind mittelgrau bis rußig-grau, Stirn und Scheitel sind dunkelgrau bis schwarz, oft mit etwas ockerfarbenen Flecken, die einen Hinteraugenstreif andeuten. Die Ohrdecken sind etwas zimtfarben. Der Rücken und die Flügeldecken sind dunkel sepiabraun und gleichmäßig gelbbraun bis zimtfarben gebändert. Die Flügeloberseite ist etwas enger gebändert und außen an den Flügeln weniger kräftig, die Außenfahnen der meisten Armschwingen sind hellorange gefleckt, die Handschwingen und Alula sind einfarbig dunkel sepiabraun.
Das Kinn ist weiß bis cremefarben, geht in hellere Zimtfarbe an Brust und Nacken über. Die Unterseite einschließlich Schenkel und Unterschwanzdecken sind kräftig dunkel sepiabraun gebändert.
Die Iris ist dunkelbraun, der Schnabel schwärzlich bis hornfarben. Die Beine sind oliv-grün bis oliv-gelb.
Die Geschlechter unterscheiden sich nicht. Jungvögel haben eine blassere Bänderung auf dem Rücken, auf der Brust subapikal weiße Flecken mit schwärzlichen Spitzen, die Unterseite ist angedeutet weiß gefleckt oder gebändert.
Die Art unterscheidet sich vom Bartlett-Tinamu (C. bartletti) durch schwarze Kopfkappe und Kopfseiten, durch kräftigere Bänderung und längerem Schnabel, ist insgesamt größer und heller, sowie vom Rosttinamu (C. brevirostris) durch den grauen bis schwarzen Kopf in deutlichem Kontrast zum warm gefärbten Nacken.

## Geografische Variation
Die Art ist monotypisch.

## Stimme
Der tagsüber, häufiger in der Dämmerung zu hörende Ruf wird als langes, klares Pfeifen gefolgt von einer langen Pause beschrieben, dann folgt eine ansteigend und schneller werdende Folge von zittrigen Pfeiftönen „whooooo….whoo.wrrrwrrrr-wrrr-wrrr-wrr-wrr-wrr-wi?“. In Guyana ist ein Stakkatotriller zu hören, dem manchmal ein langgezogener einzelner Ton vorausgeht.

## Lebensweise
Die Art ist vermutlich ein Standvogel. Die Nahrung besteht aus Pflanzensamen, Früchten und Insekten. Die Brutzeit liegt in Venezuela im April, in Guyana zwischen März und Oktober, auch im Dezember.
Die Art lebt in Polyandrie, das Weibchen lockt Männchen durch Rufen an, legt ein einzelnes braun bis rosa-violettes Ei, das vom Männchen über etwa 21 Tage ausgebrütet wird, und wiederholt den Vorgang in einem anderen Territorium. Das Nest ist eine flache Vertiefung im Boden.

## Gefährdungssituation
Der Bestand gilt als „nicht gefährdet“ (Least Concern).